# H1ghlander

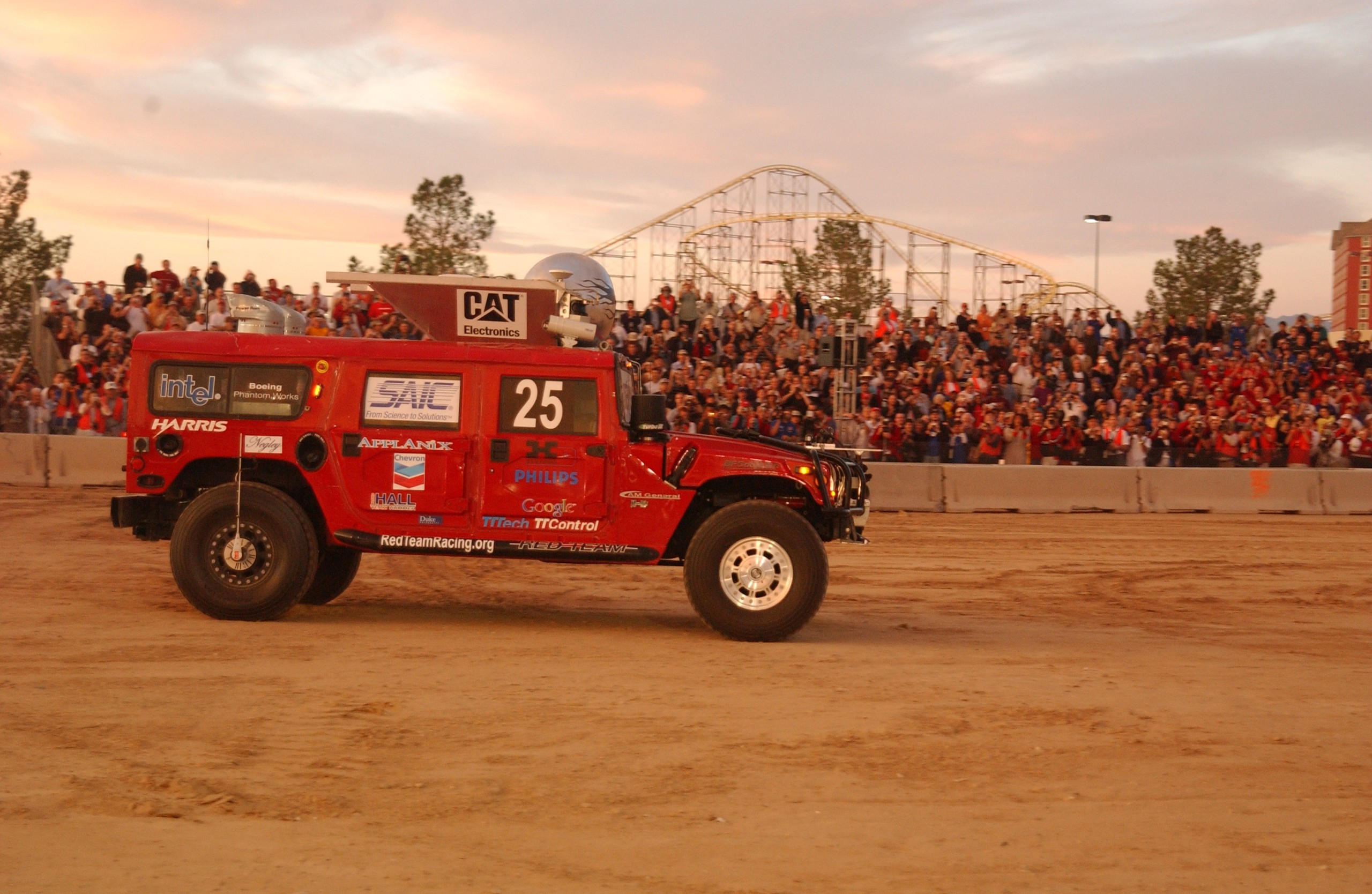
DARPA Grand Challenge w 2004

H1ghlander to mobilny robot. Startował w konkursie DARPA Grand Challenge w 2004 i 2005. Hummer prowadzony przez Denzela Washingtona w filmie Deja Vu bazował na tym pojeździe. Siostrzanym projektem jest Sandstorm.